# Supremo Consiglio d'Italia e San Marino

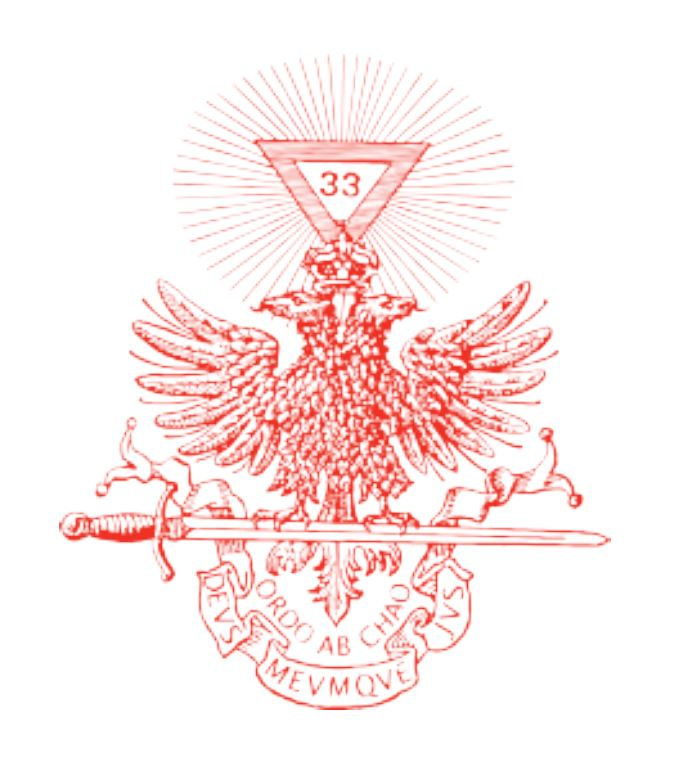
Emblema del Supremo Consiglio d'Italia e San Marino

Il Supremo Consiglio d'Italia e San Marino è un'obbedienza massonica che fa parte della grande famiglia della Massoneria Universale di Rito Scozzese Antico ed Accettato ed estende la sua giurisdizione all’Italia ed alla Repubblica di San Marino. 
La sede nazionale è a Roma in Largo Frassinetti, mentre la sede amministrativa è a Bologna.

## Storia
Nel 2003, data l'impossibilità a poter proseguire l'azione massonica secondo i principi fondamentali all'interno dell'obbedienza della Gran Loggia d’Italia degli Alam, Renzo Canova - ex Sovrano Gran Commendatore Gran Maestro della predetta Obbedienza di Piazza del Gesù - insieme a nove Membri Effettivi del Supremo Consiglio (tutti di lunga militanza massonica con importanti cariche rivestite), diede le dimissioni e fondò, secondo i canoni rituali, il "Supremo Consiglio d'Italia e San Marino", con lo scopo di dar vita ad un organismo massonico secondo i principi originari dello Scozzesismo.

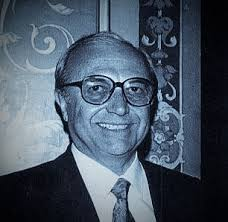
Renzo Canova, fondatore del Supremo Consiglio d'Italia e San Marino

Il 24 luglio 2003 si costituisce il Supremo Consiglio d'Italia e San Marino del 33° ed ultimo grado di rito scozzese Antico ed Accettato, e Renzo Canova viene eletto Sovrano Gran Commendatore.

## I due filoni della tradizione massonica italiana
Storicamente in Italia non si è mai avuta una tradizione massonica unitaria. Ciò è da addebitarsi sia alla frammentazione politica italiana nel XVIII e nella prima metà del XIX secolo, sia alla variegata diffusione di Riti diversi.
Nel 1908 si ebbe la nota scissione nei due tronconi di “Palazzo Giustiniani” e di “Piazza del Gesù”; poi, nel 1925 con il Fascismo, la soppressione della Massoneria italiana. Solo nel 1945 si riavviò in Italia la ricostruzione organizzativa dell’attività massonica con una miriade di iniziative, ciascuna autoproclamatasi “legittima” o “regolare”.
Nel filone di “Palazzo Giustiniani” si colloca il Grande Oriente d’Italia (G.O.I.) e le Obbedienze da esso derivate, come la Gran Loggia Regolare d’Italia.
Nel filone di “Piazza del Gesù” si colloca la Gran Loggia d’Italia degli A.L.A.M., ed il Supremo Consiglio d'Italia e San Marino, insieme ad altre obbedienze minori.
Nel filone di "Piazza del Gesù", rispetto al Grande Oriente d'Italia, vi è stata una maggiore presenza di un elemento “cristiano” e talora anche “filo-cattolico”, che tuttavia “si diluì non poco” a partire dalla seconda metà degli anni 1950.

## Il fondatore
Il Dott. Renzo Canova, commercialista bolognese, presidente di società fiduciaria e di revisione e di società di ricerche e consulenze economiche, è stato iniziato in Massoneria nel 1966 nella Loggia “Hiram” all’Oriente di Bologna. Elevato al 33° Grado nel 1979, ha rivestito, nell’ambito dell’Istituzione massonica, le massime cariche a livello nazionale ed internazionale: Sovrano Gran Commendatore e Gran Maestro della Gran Loggia d’Italia (Obbedienza di Piazza del Gesù - Palazzo Vitelleschi) dal 1987 al 1995 con incarichi direttivi e di presidenza in raggruppamenti massonici internazionali (CLIPSAS, CATENA); a lui si deve l'acquisizione di Palazzo Vitelleschi in Roma da parte della Gran Loggia d'Italia, sede attuale dell'obbedienza.
Renzo Canova, uomo di grande cultura e appassionato di studi filosofici, aveva dedicato quasi quarant’anni alla Gran Loggia d’Italia degli Antichi Liberi Accettati Muratori, facendole raggiungere stima e prestigio nel mondo latomistico italiano e internazionale. Canova non ebbe timore di ripartire da zero, nella convinzione che la salvaguardia del genuino spirito massonico si trova non nella potenza dell’apparato organizzativo o nella forza del numero degli iscritti, ma nella purezza degli intenti e nel rispetto morale, ideale e giuridico dei principi basilari dell’Istituzione.

## Attività
A pochissimo tempo dalla costituzione del Supremo Consiglio d’Italia e San Marino, si sono raggiunti traguardi di notevole rilevanza, con il radicamento in tutto il territorio nazionale e la creazione di un’efficiente struttura rituale ed organizzativa, con 102 logge distribuite in Italia e nella Repubblica di San Marino, e circa 2.500 iscritti. È un'obbedienza mista, in quanto accetta sia uomini che donne.
Nell’ambito delle diverse Obbedienze operanti in Italia, il Supremo Consiglio d’Italia e San Marino, si distingue per la sua caratterizzazione “scozzese”, rigorosamente seguita nei principi ideali, nei canoni rituali, nella struttura interna.
L'Obbedienza ha all’attivo la realizzazione di importanti convegni nazionali, una rivista culturale - Academia-  e varie iniziative editoriali.
Il Supremo Consiglio d'Italia e San Marino ha a Bologna una loggia di studi e di ricerche, la “Sancti Quattuor Coronati”, che s’ispira all’antica e omonima iniziativa inglese.

## Cronotassi deiSovrani Gran Commendatori
- 2003 - 2019: Renzo Canova;
- dal 16 novembre 2019: Adolfo Boggio.